# Амбарцумян Армен Гарикович
Армен Гарикович Амбарцумян (рос. Армен Гарикович Амбарцумян, нар. 11 квітня 1994, Саратов) — вірменський та російський футболіст, півзахисник вірменського клубу «Арарат-Вірменія». Виступав також за низку російських клубів. Дворазовий чемпіон Вірменії. Володар Кубка Вірменії та дворазовий володар Суперкубка Вірменії.

## Клубна кар'єра
Армен Амбарцумян народився 1994 року в російському місті Саратов. Займався в Академії футболу імені Юрія Конопльова в Тольятті. У 2010 році Амбарцумян вперейшов до команду московського ЦСКА, проте в основній команді так і не зіграв, і в 2014 році армійський клуб віддав футболіста в оренду до клубу «Зеніт» (Пенза), а в 2015 році в оренду до клубу «Торпедо» (Армавір).
У 2016 році Амбарцумян на правах постійного контракту перейшов до клубу «Мордовія», а з 2017 до 2018 році грав у складі клубу «Факел» (Воронеж).
З 2018 року Армен Амбарцумян грає на своїй історичній батьківщині в клубі «Арарат-Вірменія». У складі єреванської команди футболіст у сезонах 2018—2019 та 2019—2020 років став чемпіоном Вірменії, у сезоні 2023—2024 років володарем Кубка Вірменії, та в 2019 і 2024 роках володарем Суперкубка Вірменії.

## Виступи за збірні
У 2009 році Армен Амбарцумян дебютував у складі юнацької збірної Росії, загалом на юнацькому рівні взяв участь у 40 іграх, відзначившись 5 забитими голами.
Протягом 2013—2015 років Амбарцумян грав у складі молодіжної збірної Росії. На молодіжному рівні зіграв у 7 офіційних матчах. У 2017 році футболіста вперше викликали до національної збірної Вірменії, проте за вірменську збірну він так і не зіграв.

## Титули і досягнення
- Чемпіон Вірменії (2):

«Арарат-Вірменія»: 2018–2019, 2019–2020
- Володар Кубка Вірменії (1):

«Арарат-Вірменія»: 2023–2024
- Володар Суперкубка Вірменії (2):

«Арарат-Вірменія»: 2019, 2024